# Mieczysław Sajewicz
Mieczysław Sajewicz (ur. 23 marca 1951 w Sosnowcu, zm. 6 czerwca 2025) – polski chemik, doktor habilitowany, profesor Uniwersytetu Śląskiego, redaktor naczelny czasopisma naukowego Acta Chromatographica.

## Życiorys
W 1978 roku ukończył chemię na Uniwersytecie Śląskim. Początkowo pracował w Zakładzie Biochemii i Biofizyki Wydziału Farmaceutycznego ŚAM, następnie podjął pracę w Zakładzie Chemii Ogólnej Instytutu Chemii UŚ. W 1989 roku uzyskał stopień doktora na podstawie rozprawy Badanie zależności rozdziału od budowy chemicznej monofunkcyjnych izomerów pochodnych naftalenu techniką chromatografii gazowej, napisanej pod kierunkiem prof. Józefa Śliwioka. Na podstawie rozprawy Chromatograficzne i polarymetryczne badanie samorzutnej oscylacyjnej inwersji chiralnej wybranych α-podstawionych pochodnych kwasu propionowego w abiotycznych roztworach wodnych uzyskał w 2013 roku stopień doktora habilitowanego nauk chemicznych. 

## Działalność naukowa[5]
Zainteresowania naukowe dotyczyły analizy chemicznej związków organicznych, głównie spektrometrią mas, jak również procesów samorzutnej inwersji chiralnej i procesów oscylacyjnych. Od 1980 był członkiem komitetu organizacyjnego ogólnopolskiego sympozjum „Chromatograficzne metody badania związków organicznych” organizowanego w Szczyrku.